# 2023-as Formula–1 katari nagydíj
A katari nagydíj a 2023-as Formula–1 világbajnokság tizenhetedik futama, amelyet 2023. október 6. és október 8. között rendeztek meg mesterséges fényviszonyok között a Losail International Circuit versenypályáján Katarban, amely egy év kihagyás után tért vissza a versenynaptárba. 2023-ban a katari futamon sprinthétvégét rendeznek.

## Választható keverékek
| Abroncs              | Friss | Használt |
| -------------------- | ----- | -------- |
| Kemény keverék (C1)  |       |          |
| Közepes keverék (C2) |       |          |
| Lágy keverék (C3)    |       |          |
| Átmeneti esőgumi (I) |       |          |
| Teljes esőgumi (W)   |       |          |

## Szabadedzés
A katari nagydíj szabadedzését október 6-án, pénteken délután tartották, magyar idő szerint 15:30-tól.
| helyezés | versenyző        | csapat/motor          | elért idő | különbség | futott kör |
| -------- | ---------------- | --------------------- | --------- | --------- | ---------- |
| 1        | Max Verstappen   | Red Bull-Honda RBPT   | 1:27,428  | −         | 26         |
| 2        | Carlos Sainz Jr. | Ferrari               | 1:27,762  | +0,334    | 27         |
| 3        | Charles Leclerc  | Ferrari               | 1:27,909  | +0,481    | 27         |
| 4        | Fernando Alonso  | Aston Martin-Mercedes | 1:27,919  | +0,491    | 28         |
| 5        | Sergio Pérez     | Red Bull-Honda RBPT   | 1:28,016  | +0,588    | 24         |
| 6        | Cunoda Júki      | AlphaTauri-Honda RBPT | 1:28,027  | +0,599    | 28         |
| 7        | Nico Hülkenberg  | Haas-Ferrari          | 1:28,171  | +0,743    | 22         |
| 8        | George Russell   | Mercedes              | 1:28,336  | +0,908    | 28         |
| 9        | Oscar Piastri    | McLaren-Mercedes      | 1:28,380  | +0,952    | 20         |
| 10       | Lando Norris     | McLaren-Mercedes      | 1:28,441  | +1,013    | 24         |
| 11       | Logan Sargeant   | Williams-Mercedes     | 1:28,550  | +1,122    | 25         |
| 12       | Alexander Albon  | Williams-Mercedes     | 1:28,590  | +1,162    | 26         |
| 13       | Lewis Hamilton   | Mercedes              | 1:28,679  | +1,251    | 26         |
| 14       | Lance Stroll     | Aston Martin-Mercedes | 1:28,690  | +1,262    | 28         |
| 15       | Esteban Ocon     | Alpine-Renault        | 1:28,732  | +1,304    | 25         |
| 16       | Pierre Gasly     | Alpine-Renault        | 1:28,821  | +1,393    | 23         |
| 17       | Valtteri Bottas  | Alfa Romeo-Ferrari    | 1:29,041  | +1,613    | 27         |
| 18       | Csou Kuan-jü     | Alfa Romeo-Ferrari    | 1:29,106  | +1,678    | 29         |
| 19       | Liam Lawson      | AlphaTauri-Honda RBPT | 1:29,238  | +1,810    | 29         |
| 20       | Kevin Magnussen  | Haas-Ferrari          | 1:29,502  | +2,074    | 26         |

## Időmérő edzés
A katari nagydíj időmérő edzését október 6-án, pénteken délután tartották, magyar idő szerint 19:00-től.
| helyezés              | rajtszám | versenyző        | csapat/motor          | 1. rész  | 2. rész  | 3. rész    | rajthely   | futott kör |
| --------------------- | -------- | ---------------- | --------------------- | -------- | -------- | ---------- | ---------- | ---------- |
| 1                     | 1        | Max Verstappen   | Red Bull-Honda RBPT   | 1:25,007 | 1:24,483 | 1:23,778   | 1          | 19         |
| 2                     | 63       | George Russell   | Mercedes              | 1:25,334 | 1:24,827 | 1:24,219   | 2          | 21         |
| 3                     | 44       | Lewis Hamilton   | Mercedes              | 1:26,076 | 1:24,381 | 1:24,305   | 3          | 20         |
| 4                     | 14       | Fernando Alonso  | Aston Martin-Mercedes | 1:25,223 | 1:25,241 | 1:24,369   | 4          | 21         |
| 5                     | 16       | Charles Leclerc  | Ferrari               | 1:25,452 | 1:25,079 | 1:24,424   | 5          | 26         |
| 6                     | 81       | Oscar Piastri    | McLaren-Mercedes      | 1:25,266 | 1:24,724 | 1:24,540   | 6          | 23         |
| 7                     | 10       | Pierre Gasly     | Alpine-Renault        | 1:25,566 | 1:24,918 | 1:24,553   | 7          | 23         |
| 8                     | 31       | Esteban Ocon     | Alpine-Renault        | 1:25,711 | 1:24,928 | 1:24,763   | 8          | 24         |
| 9                     | 77       | Valtteri Bottas  | Alfa Romeo-Ferrari    | 1:26,038 | 1:25,297 | 1:25,058   | 9          | 21         |
| 10                    | 4        | Lando Norris     | McLaren-Mercedes      | 1:25,131 | 1:24,685 | idő nélkül | 10         | 21         |
| 11                    | 22       | Cunoda Júki      | AlphaTauri-Honda RBPT | 1:26,058 | 1:25,301 |            | 11         | 16         |
| 12                    | 55       | Carlos Sainz Jr. | Ferrari               | 1:25,808 | 1:25,328 |            | 12         | 18         |
| 13                    | 11       | Sergio Pérez     | Red Bull-Honda RBPT   | 1:25,991 | 1:25,462 |            | boxutca[a] | 16         |
| 14                    | 23       | Alexander Albon  | Williams-Mercedes     | 1:26,118 | 1:25,707 |            | 13         | 15         |
| 15                    | 27       | Nico Hülkenberg  | Haas-Ferrari          | 1:25,904 | 1:25,783 |            | 14         | 12         |
| 16                    | 6        | Logan Sargeant   | Williams-Mercedes     | 1:26,210 |          |            | 15         | 10         |
| 17                    | 18       | Lance Stroll     | Aston Martin-Mercedes | 1:26,345 |          |            | 16         | 10         |
| 18                    | 40       | Liam Lawson      | AlphaTauri-Honda RBPT | 1:26,635 |          |            | 17         | 10         |
| 19                    | 20       | Kevin Magnussen  | Haas-Ferrari          | 1:27,046 |          |            | 18         | 9          |
| 20                    | 24       | Csou Kuan-jü     | Alfa Romeo-Ferrari    | 1:27,432 |          |            | 19         | 9          |
| 107%-os idő: 1:30,957 |          |                  |                       |          |          |            |            |            |

Megjegyzések:
- ↑ a:  — Sergio Pérez eredetileg a 13. helyről kezdte volna a futamot, de a boxutcából rajtolt, mivel több motorkomponenst is kicseréltek az autójába, valamint megszegték a parc fermé-szabályt.[3]

## Sprint szétlövés
A katari sprint szétlövést, azaz a sprint verseny időmérő edzését október 7-én, szombaton délután tartották volna, magyar idő szerint 15:00-tól, de gumigondok miatt egy rövid tréning után 20 perces késéssel kezdték meg a szétlövést.
| helyezés              | rajtszám | versenyző        | csapat/motor          | 1. rész  | 2. rész  | 3. rész    | rajthely | futott kör |
| --------------------- | -------- | ---------------- | --------------------- | -------- | -------- | ---------- | -------- | ---------- |
| 1                     | 81       | Oscar Piastri    | McLaren-Mercedes      | 1:25,979 | 1:25,496 | 1:24,454   | 1        | 18         |
| 2                     | 4        | Lando Norris     | McLaren-Mercedes      | 1:25,672 | 1:24,947 | 1:24,536   | 2        | 14         |
| 3                     | 1        | Max Verstappen   | Red Bull-Honda RBPT   | 1:25,510 | 1:25,199 | 1:24,646   | 3        | 12         |
| 4                     | 63       | George Russell   | Mercedes              | 1:25,413 | 1:25,027 | 1:24,841   | 4        | 17         |
| 5                     | 55       | Carlos Sainz Jr. | Ferrari               | 1:25,872 | 1:25,433 | 1:25,155   | 5        | 21         |
| 6                     | 16       | Charles Leclerc  | Ferrari               | 1:26,266 | 1:25,367 | 1:25,247   | 6        | 21         |
| 7                     | 27       | Nico Hülkenberg  | Haas-Ferrari          | 1:26,450 | 1:25,499 | 1:25,320   | 7        | 16         |
| 8                     | 11       | Sergio Pérez     | Red Bull-Honda RBPT   | 1:26,123 | 1:25,143 | 1:25,382   | 8        | 17         |
| 9                     | 14       | Fernando Alonso  | Aston Martin-Mercedes | 1:25,936 | 1:25,344 | idő nélkül | 9        | 13         |
| 10                    | 31       | Esteban Ocon     | Alpine-Renault        | 1:26,072 | 1:25,510 | idő nélkül | 10       | 15         |
| 11                    | 10       | Pierre Gasly     | Alpine-Renault        | 1:25,829 | 1:25,686 |            | 11       | 12         |
| 12                    | 44       | Lewis Hamilton   | Mercedes              | 1:26,424 | 1:25,962 |            | 12       | 14         |
| 13                    | 77       | Valtteri Bottas  | Alfa Romeo-Ferrari    | 1:26,449 | 1:26,236 |            | 13       | 8          |
| 14                    | 40       | Liam Lawson      | AlphaTauri-Honda RBPT | 1:26,202 | 1:26,584 |            | 14       | 12         |
| 15                    | 24       | Csou Kuan-jü     | Alfa Romeo-Ferrari    | 1:26,669 | 1:54,546 |            | 15       | 10         |
| 16                    | 18       | Lance Stroll     | Aston Martin-Mercedes | 1:26,849 |          |            | 16       | 8          |
| 17                    | 23       | Alexander Albon  | Williams-Mercedes     | 1:26,862 |          |            | 17       | 6          |
| 18                    | 22       | Cunoda Júki      | AlphaTauri-Honda RBPT | 1:26,926 |          |            | 18       | 6          |
| 19                    | 20       | Kevin Magnussen  | Haas-Ferrari          | 1:27,438 |          |            | 19       | 5          |
| 107%-os idő: 1:30,957 |          |                  |                       |          |          |            |          |            |
| NK                    | 6        | Logan Sargeant   | Williams-Mercedes     | 2:05,741 |          |            | 20[a]    | 7          |

Megjegyzések:
- ↑ a:  — Logan Sargeant nem érte el a 107%-os időlimitet, de végül rajtengedélyt kapott a stewardoktól.

## Sprintfutam
A katari sprintfutamot október 7-én, szombaton délután tartották, magyar idő szerint 19:30-kor.
| helyezés | rajtszám | versenyző        | csapat/motor          | futott kör | idő/kiesés oka   | rajthely | pont |
| -------- | -------- | ---------------- | --------------------- | ---------- | ---------------- | -------- | ---- |
| 1        | 81       | Oscar Piastri    | McLaren-Mercedes      | 19         | 35:01,297        | 1        | 8    |
| 2        | 1        | Max Verstappen   | Red Bull-Honda RBPT   | 19         | +1,871           | 3        | 7    |
| 3        | 4        | Lando Norris     | McLaren-Mercedes      | 19         | +8,497           | 2        | 6    |
| 4        | 63       | George Russell   | Mercedes              | 19         | +11,036          | 4        | 5    |
| 5        | 44       | Lewis Hamilton   | Mercedes              | 19         | +17,314          | 12       | 4    |
| 6        | 55       | Carlos Sainz Jr. | Ferrari               | 19         | +18,806          | 5        | 3    |
| 7        | 23       | Alexander Albon  | Williams-Mercedes     | 19         | +19,864          | 17       | 2    |
| 8        | 14       | Fernando Alonso  | Aston Martin-Mercedes | 19         | +21,180          | 9        | 1    |
| 9        | 10       | Pierre Gasly     | Alpine-Renault        | 19         | +21,742          | 11       |      |
| 10       | 77       | Valtteri Bottas  | Alfa Romeo-Ferrari    | 19         | +22,208          | 13       |      |
| 11       | 22       | Cunoda Júki      | AlphaTauri-Honda RBPT | 19         | +22,863          | 18       |      |
| 12       | 16       | Charles Leclerc  | Ferrari               | 19         | +24,860[a]       | 6        |      |
| 13       | 20       | Kevin Magnussen  | Haas-Ferrari          | 19         | +24,970          | 19       |      |
| 14       | 24       | Csou Kuan-jü     | Alfa Romeo-Ferrari    | 19         | +26,868          | 15       |      |
| 15       | 18       | Lance Stroll     | Aston Martin-Mercedes | 19         | +29,523[b]       | 16       |      |
| Ki       | 27       | Nico Hülkenberg  | Haas-Ferrari          | 11         | baleseti sérülés | 7        |      |
| Ki       | 31       | Esteban Ocon     | Alpine-Renault        | 10         | baleset          | 10       |      |
| Ki       | 11       | Sergio Pérez     | Red Bull-Honda RBPT   | 10         | baleset          | 8        |      |
| Ki       | 2        | Logan Sargeant   | Williams-Mercedes     | 2          | kicsúszás        | 20       |      |
| Ki       | 40       | Liam Lawson      | AlphaTauri-Honda RBPT | 0          | kicsúszás        | 14       |      |

Megjegyzések:
- ↑ a:  — Charles Leclerc a 7. helyen végzett, de 5 másodperces időbüntetést kapott többszörös pályaelhagyás miatt.[5]
- ↑ b:  — Lance Stroll a 13. helyen végzett, de 5 másodperces időbüntetést kapott többszörös pályaelhagyás miatt.[5]

## Futam
A katari nagydíj futamát október 8-án, vasárnap délután tartották, magyar idő szerint 19:00-kor.
| helyezés | rajtszám | versenyző        | csapat/motor          | futott kör | idő/kiesés oka    | rajthely | pont  |
| -------- | -------- | ---------------- | --------------------- | ---------- | ----------------- | -------- | ----- |
| 1        | 1        | Max Verstappen   | Red Bull-Honda RBPT   | 57         | 1:27:39,168       | 1        | 26[a] |
| 2        | 81       | Oscar Piastri    | McLaren-Mercedes      | 57         | +4,833            | 6        | 18    |
| 3        | 4        | Lando Norris     | McLaren-Mercedes      | 57         | +5,969            | 10       | 15    |
| 4        | 63       | George Russell   | Mercedes              | 57         | +34,119           | 2        | 12    |
| 5        | 16       | Charles Leclerc  | Ferrari               | 57         | +38,976           | 5        | 10    |
| 6        | 14       | Fernando Alonso  | Aston Martin-Mercedes | 57         | +49,032           | 4        | 8     |
| 7        | 31       | Esteban Ocon     | Alpine-Renault        | 57         | +1:02,390         | 8        | 6     |
| 8        | 77       | Valtteri Bottas  | Alfa Romeo-Ferrari    | 57         | +1:06,563         | 9        | 4     |
| 9        | 24       | Csou Kuan-jü     | Alfa Romeo-Ferrari    | 57         | +1:16,127         | 19       | 2     |
| 10       | 11       | Sergio Pérez     | Red Bull-Honda RBPT   | 57         | +1:20,181         | boxutca  | 1     |
| 11       | 18       | Lance Stroll     | Aston Martin-Mercedes | 57         | +1:21,652         | 16       |       |
| 12       | 10       | Pierre Gasly     | Alpine-Renault        | 57         | +1:22,300         | 7        |       |
| 13       | 23       | Alexander Albon  | Williams-Mercedes     | 57         | +1:31,014         | 13       |       |
| 14       | 20       | Kevin Magnussen  | Haas-Ferrari          | 56         | +1 kör            | 18       |       |
| 15       | 22       | Cunoda Júki      | AlphaTauri-Honda RBPT | 56         | +1 kör            | 11       |       |
| 16       | 27       | Nico Hülkenberg  | Haas-Ferrari          | 56         | +1 kör            | 14       |       |
| 17       | 40       | Liam Lawson      | AlphaTauri-Honda RBPT | 56         | +1 kör            | 17       |       |
| Ki       | 2        | Logan Sargeant   | Williams-Mercedes     | 40         | rosszullét        | 15       |       |
| Ki       | 44       | Lewis Hamilton   | Mercedes              | 1          | baleset           | 3        |       |
| Ni[b]    | 55       | Carlos Sainz Jr. | Ferrari               | 0          | üzemanyagrendszer | 12       |       |

Megjegyzések:
- ↑ a:  — Max Verstappen a helyezéséért járó pontok mellett a versenyben futott leggyorsabb körért további 1 pontot szerzett.
- ↑ b:  — Carlos Sainz Jr. üzemanyagszivárgás miatt nem indult el a versenyen.[6] A helye a rácson üresen maradt.

## A világbajnokság állása a verseny után
| H   | Versenyzők       | Pont | H   | Konstruktőrök         | Pont |
| --- | ---------------- | ---- | --- | --------------------- | ---- |
| 1.  | Max Verstappen   | 433  | 1.  | Red Bull-Honda RBPT   | 657  |
| 2.  | Sergio Pérez     | 224  | 2.  | Mercedes              | 326  |
| 3.  | Lewis Hamilton   | 194  | 3.  | Ferrari               | 298  |
| 4.  | Fernando Alonso  | 183  | 4.  | Aston Martin-Mercedes | 230  |
| 5.  | Carlos Sainz Jr. | 153  | 5.  | McLaren-Mercedes      | 219  |
| 6.  | Charles Leclerc  | 145  | 6.  | Alpine-Renault        | 90   |
| 7.  | Lando Norris     | 136  | 7.  | Williams-Mercedes     | 23   |
| 8.  | George Russell   | 132  | 8.  | Alfa Romeo-Ferrari    | 16   |
| 9.  | Oscar Piastri    | 83   | 9.  | Haas-Ferrari          | 12   |
| 10. | Lance Stroll     | 47   | 10. | AlphaTauri-Honda RBPT | 5    |

(A teljes táblázat)

## Statisztikák
- Vezető helyen:
  - Max Verstappen: 57 kör (1–57)
- Max Verstappen 30. pole-pozíciója, 49. futamgyőzelme és a 29. versenyben futott leggyorsabb köre, ezzel pedig tizedik mesterhármasa, valamint negyedik Grand Chelem-e.[7]
- A Red Bull Racing 108. futamgyőzelme.
- Max Verstappen 93., Oscar Piastri 2., Lando Norris 11. dobogós helyezése.
- Max Verstappen 3. egyéni világbajnoki címét szerezte meg a sprintfutamon.[8]
- A McLaren 500. dobogós helyezése[9]